# Stadion Sepsi OSK
El Stadion Sepsi OSK también nombrado Sepsi OSK Arena es un estadio de fútbol ubicado en la ciudad de Sfântu Gheorghe, Transilvania, Rumania. El estadio inaugurado en 2021, posee una capacidad para 8 400 espectadores y es considerado de categoría 4 por la UEFA, en el disputa sus partidos el Sepsi OSK Sfântu Gheorghe club de la Liga Profesional Rumana.

## Historia
El estadio fue financiado por el gobierno de Hungría, como parte del programa de apoyo a clubes deportivos en lugares con una fuerte diáspora húngara. El diseño correspondió al arquitecto Csaba Németh, mientras que el frente exterior del edificio fue diseñado por el arquitecto Tamás Dobrosi, siguiendo el estilo del famoso arquitecto húngaro Imre Makovecz (1935-2011), ambos conocidos por el diseño del estadio Pancho Arena en Felcsút, de ahí las imponentes torres añadidas en el frente del estadio, que se revestirán de hojalata y armonizan con el resto del estadio. La empresa local ASA Cons România SRL se encargó de la construcción.
La inauguración tuvo lugar el 16 de octubre de 2021, con motivo del partido entre Sepsi OSK y FC Voluntari, validó por la 12.ª jornada de la Liga I 2021-22,